# Dubîna, Starokosteantîniv
Dubîna (în ucraineană Дубина) este un sat în comuna Stețkî din raionul Starokosteantîniv, regiunea Hmelnîțkîi, Ucraina.

## Demografie
Componența lingvistică a localității Dubîna
     Ucraineană (100%)
Conform recensământului din 2001, toată populația localității Dubîna era vorbitoare de ucraineană (100%).